# Island of Fire
Pour plus de détails, voir Fiche technique et Distribution.
Island of Fire (Huo shao dao) est un film taïwano-hongkongais réalisé par Kevin Chu (en) et sorti en 1990.
Avec Jackie Chan, Andy Lau, Sammo Hung, Tony Leung Ka-fai et Barry Wong comme acteurs, il est tourné à Taïwan et aux Philippines en 42 jours du 5 avril au 17 mai 1989. La chanson du film, The Last Gunshot (最後一槍) de Cui Jian, est écrite en réponse aux manifestations de la place Tian'anmen de juin 1989.
À l'époque où Jackie Chan et Jimmy Wang Yu jouaient dans The Killer Meteors (1976), Chan avait demandé l'aide de Yu pour régler un différend avec le réalisateur Lo Wei. Il lui rendra la pareille en jouant dans les films de Wang, comme La Mission fantastique (1982) et Island of Fire.
Comme pour ces deux films précédents, les sorties récentes en DVD et VHS d'Island of Fire montrent Jackie Chan sur la couverture, comme s'il était l'acteur principal, alors que c'est en fait Tony Leung Ka-fai qui tient le premier rôle.

## Synopsis
Alors que l'inspecteur Huang Wei (Tony Leung Ka-fai) revient d'une mission à l'étranger, un terrible événement se produit : son supérieur se fait assassiner sous ses yeux mais lorsque le meurtrier regagne sa voiture, celle-ci explose, ne laissant qu'un seul doigt comme indice. Huang découvre que ses empreintes digitales proviennent d'un criminel récemment tué qui pourraient être celui d'un détenu exécuté deux ans plus tôt. Il s'infiltre alors dans une prison pour y trouver les coupables. Une faune très particulière, faite de violence, l'attendra dans ce lieu étrange. Ces détenus comprennent Lung (Jackie Chan), qui a accidentellement tué un homme alors qu'il essayait de recueillir des fonds pour l'opération qui sauvera la vie de sa petite amie, Lau (Andy Lau), qui a volontairement été jeté en prison pour venger son frère tué par Lung, Kiu (Jimmy Wang Yu), le chef des prisonniers, et Fatty (Sammo Hung), un détenu s'échappant souvent pour rendre visite à son jeune fils.

## Fiche technique
- Titre : Island of Fire
- Titre original : Huo shao dao
- Autre titre : The Prisoner
- Réalisation : Kevin Chu (en)
- Scénario : Li Fu et Yun Chiao Yeh
- Musique : Lap Fu et Eckart Seeber
- Photographie : Yung Shu Chen
- Société de production : Blaine and Blake Ltd, Spartan Home Entertainment
- Pays d'origine : Taïwan et Hong Kong
- Genre : Drame, action
- Durée : 96 minutes (Version International) / 124 minutes (Version Taiwan)
- Date de sortie :

 Hong Kong : 1er août 1991
 France : 1998 en VHS

## Distribution
Sauf indication contraire, les informations mentionnées dans cette section peuvent être confirmées par la base de données cinématographiques IMDb,  présente dans la section « Liens externes ».
- Tony Leung Ka-fai (VF : Maurice Decoster) : Huang Wei / Andy
- Sammo Hung (VF : Marc Alfos) : Fatty Liu Hsi Chia / John
- Jackie Chan : Lung / Steve
- Andy Lau (VF : Patrick Borg) : Lau / Patron Lee
- Jimmy Wang Yu (VF : Jean-Jacques Nervest) : Kui / Lucas
- Ko Chun-hsiung (VF : Hervé Bellon) : le surveillant général en chef de prison
- Tou Chung-hua (VF : Pierre Tessier) : Chiu / Charlie
- Barry Wong (VF : Daniel Lafourcade) : l'inspecteur Wong
- Yeh Chuan-chen : Fong
- Jack Kao : Ho
- Chang Kuo-chu (VF : Guillaume Orsat) : Miao-sheng / Seng
- Rachel Chang (VF : Déborah Perret) : la femme sous la pluie
- Chi Chi (VF : Sarah Marot) : Chi Chi
- Ken Lo : le garde du corps de Lau

 Source et légende : version française (VF) sur RS Doublage et selon le carton du doublage français.